# Réformation (monnaie)
La réformation est une technique monétaire apparue en France à la fin du règne de Louis XIV, en 1690, qui consistait à frapper de nouveaux types monétaires sur des flans d'anciens types au lieu d'utiliser des flans neufs pour économiser les coûts de refonte des anciens types. 
Une réformation constitue également en une forme de dévaluation de la monnaie en soi.
De telles modifications de la valeur de la monnaie étaient fréquentes dans les dernières années du règne de Louis XIV. En effet, les finances ne se portaient pas bien, l'État étant menacé de banqueroute du fait de la guerre de Succession d'Espagne et d'une accumulation de mauvaises récoltes.
Cette technique avait pour inconvénient de rendre physiquement visible à tous la dégradation de la monnaie liée aux dévaluations successives accompagnant les changements de types monétaires. Cette pratique prit fin avec la grande réforme monétaire de 1726, mais l'État resta largement endetté jusqu'à l'ouverture des États généraux.
Les perturbations accompagnant les réformations se traduisaient par des augmentations de la valeur en livres tournois des louis d'or et écus d'argent : en clair, il fallait plus d'unités de compte (ici, la livre) pour obtenir une pièce d'un certain poids d'or ou d'argent, lesquels étaient fixes. Par ailleurs, le rapport de conversion entre or et argent — qui n'a jamais été immuable à cette époque — était également disjointe de façon plus ou moins sensible, en fonction des stocks d'or et d'argent : les arrivages de métaux précieux dépendent du commerce maritime avec l'Amérique, en cas de conflits sur les mers, le volume baisse, et c'est la disette monétaire. Sur le marché intérieur, le cours d'un louis d'or pouvait passer par exemple de 24 à 30 livres, voire beaucoup plus, comme en 1720, où le papier remplaça un temps les espèces métalliques.
La rente (i.e. l'avantage financier) de seigneuriage liée à la dévaluation était accrue des frais de refonte économisés puisque les monnaies étaient frappées du nouveau type directement sur l'ancien. Afin d'optimiser la rente de seigneuriage, le cours était forcé pour les particuliers : les anciens types devaient être apportés à la frappe à la valeur tournois précédant la dévaluation.
De 1690 à 1723, il y eut six réformations : quatre types monétaires réformés sous le règne de Louis XIV et deux types sous celui de Louis XV. Un signe monétaire permet d'identifier chaque réformation sur les monnaies frappées aux types réformés.
| Type                    | Date début | Date fin | Signe           |
| ----------------------- | ---------- | -------- | --------------- |
| Type à l'écu            | 1690       | 1693     | étoile à 5 rais |
| Type aux 4L             | 1693       | 1700     | croissant       |
| Type aux 8L et insignes | 1701       | 1703     | trèfle          |
| Type aux insignes L14   | 1704       | 1705     | coquillage      |
| Type aux insignes L15   | 1715       | 1718     | rosette         |
| Type aux 2L             | 1720       | 1723     | trèfle          |